# Batracomorphus notulatus
Batracomorphus notulatus är en insektsart som beskrevs av Blöte 1964. Batracomorphus notulatus ingår i släktet Batracomorphus och familjen dvärgstritar. Inga underarter finns listade i Catalogue of Life.